# Bivacco Le due Valli
Il bivacco Le due Valli è un bivacco situato nel comune di Acceglio, in alta valle Maira, nelle alpi Cozie, ad una quota di 2.600 m s.l.m.

## Caratteristiche e informazioni

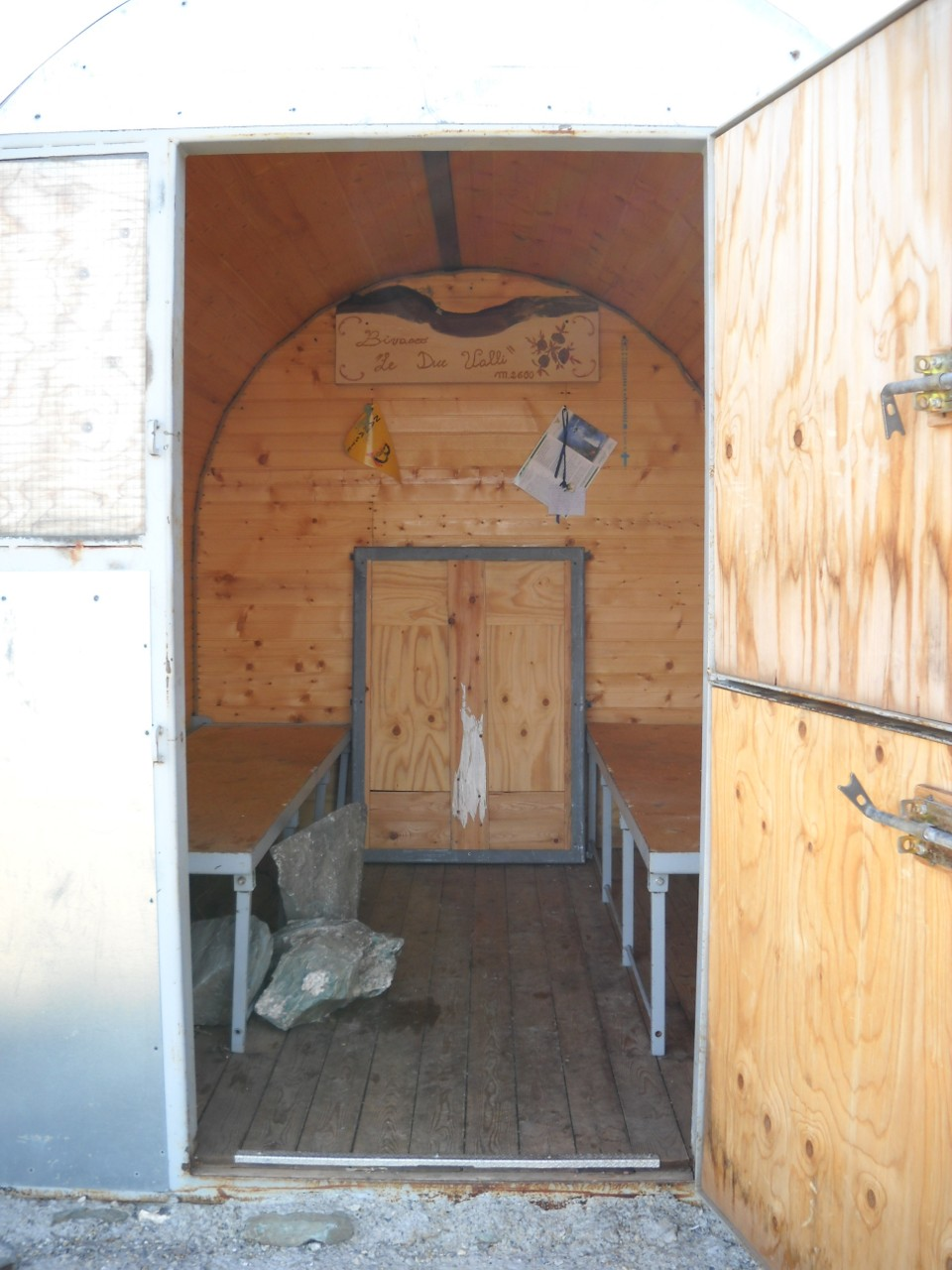
L'interno del bivacco

Si trova in prossimità del passo Le Croci, tra la valle Maira e la valle Stura, in territorio del comune di Acceglio. È una struttura metallica prefabbricata, con corpo parallelepipedo e volta a botte, internamente rivestito in legno. Offre solo quattro posti letto su tavolato, senza coperte; non è disponibile acqua nei dintorni.

## Accessi
Da Viviere (frazione di Acceglio), salendo al passo le Croci mediante il sentiero S27

## Ascensioni
- Monte Oserot attraverso il colle Oserot
- Rocca Brancia
- Rocca Peroni
- Monte Scaletta

## Traversate
- al rifugio della Gardetta (2335 m) attraverso il colle Oserot ed il passo di Rocca Brancia

Il bivacco si trova lungo il percorso della quarta tappa del sentiero Roberto Cavallero; è quindi possibile traversare ai due relativi punti tappa (bivacco Enrico e Mario e posto tappa GTA di Chialvetta)